# Manuel Rosas (nikaraguański piłkarz)
Manuel „Meño” Rosas Arreola (ur. 14 października 1983 w Guadalajarze) – nikaraguański piłkarz pochodzenia meksykańskiego występujący na pozycji lewego obrońcy, reprezentant Nikaragui.

## Kariera klubowa
Rosas pochodzi z Guadalajary, zaś swoją karierę piłkarską rozpoczynał w drużynach juniorskich klubu Monarcas Morelia, skąd później przeniósł się do zespołu Tigres UANL z siedzibą w mieście Monterrey. W żadnej z tych ekip nie zdołał się jednak przebić do pierwszego składu i grał jedynie w występujących w drugiej i trzeciej lidze rezerwach. Po odejściu z Tigrillos Broncos – drugoligowych rezerw Tigres, przez kilka lat występował w niższych ligach meksykańskich, zaś w połowie 2010 roku wyjechał do Nikaragui, podpisując umowę z tamtejszym klubem Real Estelí. W nikaraguańskiej Primera División zadebiutował 1 sierpnia 2010 w wygranym 2:1 spotkaniu z Realem Madriz i od razu wywalczył sobie niepodważalne miejsce w wyjściowym składzie. Już w swoim premierowym sezonie, 2010/2011, zdobył ze swoją drużyną mistrzostwo kraju. Osiągnięcie to powtórzył również rok później, podczas rozgrywek 2011/2012, zaś w sezonie 2012/2013 po raz trzeci z rzędu osiągnął z Realem tytuł mistrza Nikaragui.

## Kariera reprezentacyjna
W grudniu 2012 Rosas otrzymał nikaraguańskie obywatelstwo, co pozwoliło mu na występy w kadrze tego kraju. Kilka tygodni później został powołany przez hiszpańskiego selekcjonera Enrique Llenę do reprezentacji Nikaragui na turniej Copa Centroamericana, podczas którego 18 stycznia 2013 zadebiutował w drużynie narodowej w zremisowanym 1:1 meczu grupowym z Gwatemalą. Ogółem w tych rozgrywkach pełnił rolę podstawowego gracza swojej ekipy, rozgrywając wszystkie trzy spotkania w wyjściowym składzie, a Nikaraguańczycy odpadli ostatecznie już w fazie grupowej.